# Kabeleindsluiting

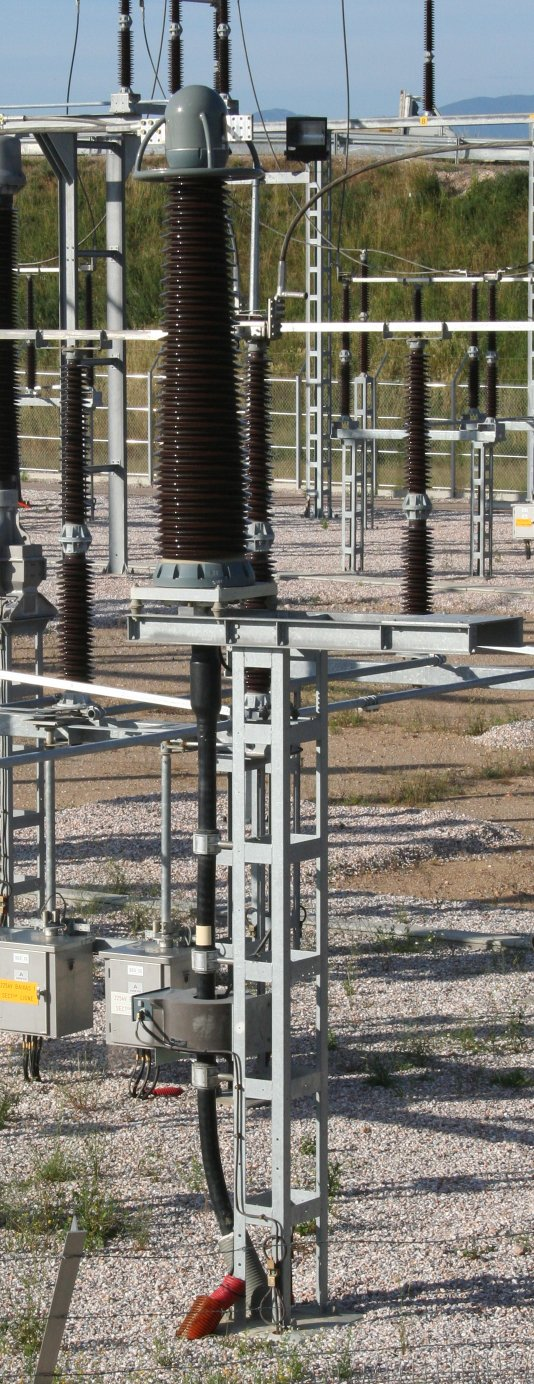
Een 225kV-kabeleindsluiting maakt de overgang van de binnenkomende XLPE-kabel naar een blanke geleider die aan de scheidingsschakelaar wordt aangesloten.

Een kabeleindsluiting, ook wel eindmof genoemd, maakt de overgang van een elektriciteitsleiding met geaard scherm naar een andere geleider.
Het kabelscherm drukt de elektrische veldlijnen in het isolatiemateriaal en op het einde van een kabel waar het scherm stopt buigen de elektrische veldlijnen open, wat een kracht uitoefent op de kabelmantel en waardoor de mantel dreigt open te scheuren. De kabeleindsluiting moet het openscheuren van de kabel verhinderen door de veldlijnen aan de hand van een zogenaamde stresscone gecontroleerd zacht af te buigen. Een kabeleindsluiting in lucht is herkenbaar aan de schorten om de kruipweg te verhogen en zo gevaarlijke kruipstromen te voorkomen bij alle weersomstandigheden.

## Soorten kabeleindsluitingen
Het type kabeleindsluiting wordt bepaald door het soort kabel en waaraan de kabel moet aangesloten worden:
- XLPE-kabel naar connector in lucht (Um < 52kV)
- XLPE-kabel naar connector in lucht (Um > 52kV)
- XLPE-kabel onder olie
- Compound kabel
- Stekkereindsluiting

Een kabelverbinding van twee stukken kabel is geen eindsluiting, maar een mof.

## Galerij

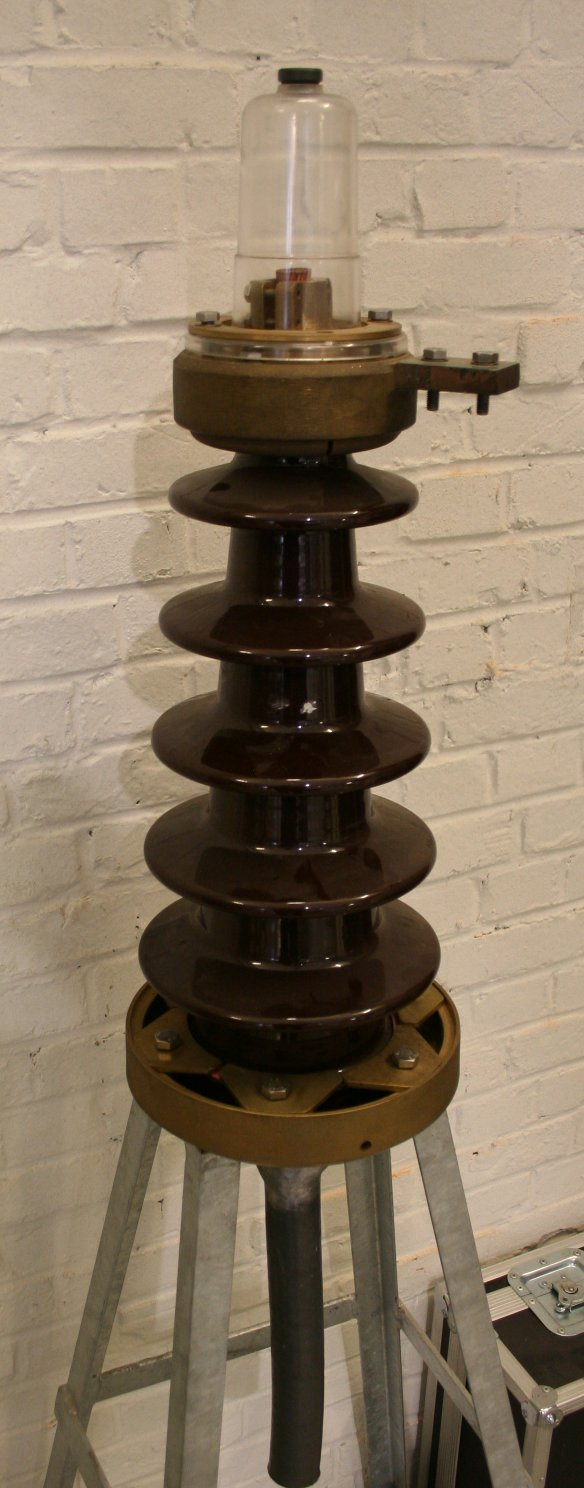
Een oude eindsluiting voor een compound kabel
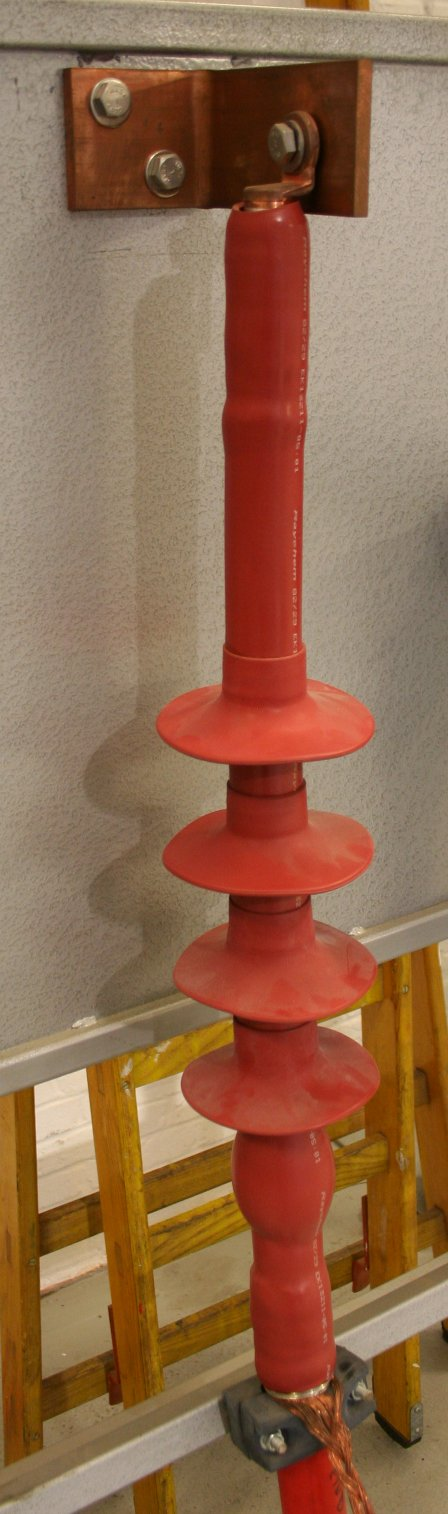
Een Raychem-kabeleindsluiting voor een moderne XLPE kabel tot 52kV

Draadslachtoffers - Driefasespanning - Dwarsregeltransformator - Elektriciteitscentrale - Hoogspanningsleiding - Hoogspanningsnet - Kortsluitingen in hoog- en laagspanningsnetten - Netbeheerder - Onderstation - Scheidingsschakelaar - Vermogenschakelaar - Vermogenstransformatorwikkeling - Vermogenstransformator